# Nazif Mujić
Nazif Mujić (* 10. November 1970 in Svatovac bei Lukavac, Jugoslawien; † 18. Februar 2018 ebenda) war ein bosnischer Schrottsammler, der in Armut lebte und in dem Film Aus dem Leben eines Schrottsammlers sich selbst spielte.

## Leben und Karriere
Im Spielfilm Aus dem Leben eines Schrottsammlers von 2013 spielte er sich selbst, wie er als Angehöriger der Roma-Minderheit mit Sammeln und Verkauf von Schrott seine Familie ernährt. Für den Film erhielt er bei den Berliner Filmfestspielen 2013 den Silbernen Bären als bester Darsteller. Der Film zeigte sein schwieriges Leben, etwa seine Probleme, die Arztrechnung über 500 Euro für die lebenserhaltende Operation seiner Frau zu bezahlen, oder wie er mit einer Axt Schrott trennt. In seiner Heimat wurde gemutmaßt, der Film habe ihn wohlhabend gemacht; seine Gage betrug aber nur rund 1300 Euro für 26 Drehtage.
Im November 2013 kam Mujic als Asylbewerber nach Berlin zurück und fand mit seiner Familie in einem Flüchtlingsheim in Berlin-Gatow Quartier. Er sollte jedoch abgeschoben werden, nachdem ihn die zuständige Ausländerbehörde als „Wirtschaftsflüchtling“ eingestuft und seinen Asylantrag abgelehnt hatte. Anfang Februar 2014 wurde seine Abschiebung unter Duldung bis zum 25. Februar 2014 ausgesetzt. Er kehrte im Juni 2014 mit seiner Familie nach Bosnien zurück. Anfang 2017 wurde bekannt, dass Mujić die Trophäe des Silbernen Bären verkauft hat, um Schulden abbezahlen zu können. Er bot ihn im Internet für zunächst 5000 € an. Den Zuschlag erhielt ein Gastwirt seines Heimatorts Svatovac, der nach eigenen Angaben Mujić helfen wollte, für 4000 €.
Mujic war Diabetiker, auf Insulin angewiesen, und lebte zuletzt mit seiner Familie in Bosnien in Armut. Er versuchte seine Familie mit Frau und drei Kindern (ein Sohn, zwei Töchter) durch Schrottsammeln, aus dem er umgerechnet rund 3,50 € pro Tag erlöste, zu ernähren. Am Tag, bevor er zuhause tot aufgefunden wurde, wirkte er gesund. Im Januar 2018 versuchte er erfolglos, in Deutschland eine Lösung für seine finanziell prekäre Situation zu finden. Zuletzt wollte er zur Berlinale 2018 reisen.